# Ratpenat nasofoliat lleonat
El ratpenat nasofoliat lleonat (Hipposideros fulvus) viu a l'Afganistan, Bangladesh, Cambodja, l'Índia, Laos, Myanmar, el Pakistan, Sri Lanka, Tailàndia i el Vietnam.